# Geometra Calboni
Il Geometra Calboni è un personaggio letterario e cinematografico che appare nei primi film di Fantozzi.
Interpretato da Giuseppe Anatrelli nei primi tre film e da Riccardo Garrone nel quarto (ultimo in cui compare), nei film di Fantozzi, è stato collega di lavoro, compagno e marito della signorina Silvani.

## Il personaggio
Nei libri dedicati alle avventure di Fantozzi risulta che il nome di battesimo di Calboni sia Luciano, mentre nei film viene chiamato solo per cognome. Calboni lavora, come Fantozzi, alla Megaditta; di comportamento diametralmente opposto rispetto a Fantozzi e Filini, ha un carattere gioviale ma profondamente arrivista e servile, raccontando spesso bugie ed ostentando fantomatiche conoscenze importanti, un linguaggio forbito, superiorità nei confronti dei colleghi e ruffianeria e adulazione verso i superiori. 
(Voce narrante nel film Fantozzi)
Personaggio altezzoso e mal sopportato dai colleghi, con baffetti da donnaiolo incallito, soffia la Silvani al povero Fantozzi e poi la tradisce ripetutamente. Calboni è l'unico collega che dà del tu a Fantozzi e la cosa è reciproca (nel libri viene detto che Calboni e Fantozzi erano stati compagni di scuola); il protagonista vi entra continuamente in competizione per tentare di fare bella figura di fronte alla signorina Silvani o davanti ai superiori, ma Calboni ha quasi sempre la meglio. Calboni è solito rivolgersi a Fantozzi chiamandolo "puccettone" in tono canzonatorio e torcergli la guancia con il dito indice e medio.
Calboni soffre di ventilatio intestinalis putrens, un disturbo dell'apparato digerente che gli provoca tremende flatulenze, per le quali non si fa scrupolo di incolpare Fantozzi. Il geometra Calboni compare fino al quarto film della saga cinematografica, mentre è presente in quasi tutti i libri della serie e nei fumetti pubblicati su licenza negli anni novanta sul Corrierino.

## Gli interpreti
Giuseppe Anatrelli fu l'interprete di Calboni nei primi tre film di Fantozzi, rimanendo indissolubilmente legato al personaggio; la pronunciata mimica facciale e l'aria da smargiasso prepotente dell'attore napoletano si sposavano ottimamente con le caratteristiche del personaggio pensato e creato da Paolo Villaggio e Luciano Salce.
Lo stesso Anatrelli, Gigi Reder (nel ruolo del ragionier Filini) e Villaggio formarono un vero e proprio trio comico.
A seguito dell'improvvisa morte di Anatrelli nel 1981, per interpretare il ruolo nel quarto film della serie, Fantozzi subisce ancora (1983), venne scelto Riccardo Garrone. È proprio questo film che Villaggio e i colleghi dedicarono alla memoria di Anatrelli. In tutti i successivi film della saga, il personaggio non appare più.

## Filmografia

### Interpretato da Giuseppe Anatrelli
- Fantozzi (1975)
- Il secondo tragico Fantozzi (1976)
- Fantozzi contro tutti (1980)

### Interpretato da Riccardo Garrone
- Fantozzi subisce ancora (1983)